# Hamarnia (obwód żytomierski)
Hamarnia (ukr. Гамарня) – wieś na Ukrainie, w obwodzie żytomierskim, w rejonie korosteński, w hromadzie Malin. W 2001 liczyła 915 mieszkańców, spośród których 900 wskazało jako ojczysty język ukraiński, 14 rosyjski, 1 ormiański, a 1 inny.